# A halál és a lányka (film)
A halál és a lányka (Death and the Maiden) 1994-ben bemutatott amerikai–francia–brit filmdráma Roman Polański rendezésében. A forgatókönyvet saját azonos című színdarabja alapján Ariel Dorfman és Rafael Yglesias írta.

## Cselekmény
Paulina és Escobar egy elhagyatott vidéki faházban él. Paulina vacsorára várja haza férjét, kint zuhog az eső, mikor a rádióban értesül arról, hogy férjét ki fogják nevezni igazságügyminiszterré. Nemsokára egy idegen autó érkezik a házhoz, Paulina elsötétíti a lakást és fegyvert fog a kezébe. Kiderül, hogy csak a férjét hozza haza egy autós, mivel Escobar defektet kapott az országúton. A házaspár között heves vita alakul ki a kinevezés miatt, a feleség sérelmezi, hogy a férj úgy fogadta el az állást, hogy előtte nem beszélte meg vele. Éjfél körül az autós visszatér hozzájuk a pótkerékkel együtt. Escobar behívja őt egy pohár italra Paulina tiltakozása ellenére. Paulina összepakolja a holmiját és ellopja dr. Miranda autóját. A két férfi részegre issza magát és nyugovóra térnek. Paulina dr. Miranda autójában talál egy kazettát, amin Schubert egyik vonósnégyese van. A kazettát a zsebébe rakja, majd az autót a szakadékba löki és visszatér a házhoz. Leüti, majd egy székhez kötözi az alvó vendégüket. Dialógusukból fény derül arra, hogy Paulina dr. Miranda hangjában és frázisaiban felismerte az 1974-ben ellene elkövetett nemi erőszak tettesét. Miranda hevesen tagad, közben felébred Escobar is, aki ki akarja szabadítani a férfit. Paulina egyezségre jut a férjével, hogy legyen dr. Miranda védőügyvédje, és ha az orvos vallomást tesz szörnyű tettéről, akkor elengedi, ellenkező esetben megöli. Escobar ráveszi Mirandát, hogy tegyen tanúvallomást. Miranda egy videókamerába kényszer hatására beismeri tettét és felolvassa azokat a sorokat, amiket Escobar diktált le neki az este részleteiről. Paulinát több katona megkínozta, hogy vallomásra bírja az akkor kiadott titokban terjesztett szamizdat újság főszerkesztőjének nevéért. A kínzást dr. Miranda felügyelte, majd a vallatás után 14 alkalommal megerőszakolta Paulinát, miközben Schubert A halál és a lányka című vonósnégyesét hallgattatta meg a nővel újra és újra. Paulina nincs megelégedve a vallomással és férjét teszi felelőssé. Közben fogy az idejük, mivel az elnök odatelefonál hozzájuk, hogy reggel 6-ra rendőröket küld a házhoz, hogy megvédje Escobart az esetleges merénylőktől. Paulina a szakadék szélére viszi Mirandát, aki akkor valóban bevallja tettét és mesél azokról a napokról. Paulina eloldozza a férfit és otthagyja.

## Szereplők
| Szerep                | Színész          | Magyar hangja (1. szinkron |
| --------------------- | ---------------- | -------------------------- |
| Paulina Escobar       | Sigourney Weaver | Fehér Anna                 |
| Dr. Roberto Miranda   | Ben Kingsley     | Rajhona Ádám               |
| Gerardo Escobar       | Stuart Wilson    | Ujréti László              |
| Dr. Miranda felesége  | Krystia Mova     | (n. a.)                    |
| Dr. Miranda fia       | Jonathan Vega    | (n. a.)                    |
| Dr. Miranda fia       | Rodolphe Vega    | (n. a.)                    |
| Elnök (hangja)        | (n. a.)          | Dobránszky Zoltán          |
| Rádióbemondó (hangja) | (n. a.)          | Czvetkó Sándor             |